# Ciceron
Marko Tulije Ciceron (lat. Marcus Tullius Cicero; Arpin, 3. siječnja 106. pr. Kr. – Formijan kod Gajete, 7. prosinca 43. pr. Kr.), državnik, odvjetnik, politički teoretičar, filozof i najveći rimski govornik.

## Život
Iza početnih nauka u Arpinu uči u Rimu (s bratom Kvintom) govorništvo kod Marka Antonija Govornika i Lucija Krasa, pravo kod augura i vrhovnog svećenika Kvinta Mucija Scevole. S Epikurovim mudroslovnim sustavom, kojemu nije sklon, upoznaje ga Fedro, s naukom Akademije, kojoj se najviše priklanja, Filon, a u stoičku ga je filozofiju već u roditeljskoj kući uputio Diodot. Dobro je poznavao staro latinsko, napose epsko i tragično pjesništvo. Dospio je osobno poznavati pjesnika tragedija Lucija Akcija. Jednako dobro je poznavao grčki jezik i književnost. Na proučavanje književnosti, čini se, da ga je potaknuo grčki pjesnik Aulo Licinije Arhija, kojega kasnije brani na sudu.
U dobi od dvadeset godina ogledao se u prvim književnim pokušajima, a ujedno nastupa i kao govornik u više privatnih parnica. 79. – 77. pr. Kr. boravi u Grčkoj s bratom Kvintom i prijateljem Titom Pomponijem Atikom. U Ateni sluša akademika Antioha, epikurejca Zenona i ponovno stoika Fedra, a u govorništvu se dotjeruje kod Demetrija. U Aziji se upoznaje s kićenim baroknim azijskim stilom (genus Asiaticum ili amplum), a na Rodu kod Molona s rodskim (genus Rhodium ili medium), koji čini sredinu između jednostavnoga atičkoga (genus Atticum ili tenue) i bujnoga azijskoga. Boravak na Rodu odlučan je za Ciceronov govornički razvitak, jer se tada priklanja rodskom stilu.
Iza povratka u Rim, nastavljajući odvjetničko i govorničko djelovanje na sudu, zalazi u javni život te postaje prvi u svojoj porodici (homo novus) najranije što je moguće (suo anno): 75. pr. Kr. kvestor u Lilibeju na Siciliji, a time i senator, 69. pr. Kr. kurulski edil, 66. pr. Kr. pretor, 63. pr. Kr. konzul. U politici pristaje uz konzervativnu senatsku republikansku stranku, pa kao njezin zastupnik za svoga konzulata otkriva urotu Katilininu i protiv zakona kažnjava smrću urotnike na zaključak senata.
Cicerona tada slave kao spasioca države; ali je ovakvim istupom protiv urotnika navukao na se mržnju pučke stranke, uz koju su iz demagoških razloga Cezar i Kras. Na njihovu ponuku, iza sklopljenoga trijumvirata s Pompejem 60., pučki tribun Publije Klodije Pulher potakne narod protiv Cicerona, te on morade ići u progonstvo (58. – 57. pr. Kr.), kod nas obradio Tresić Pavičić u drami "Ciceronovo progonstvo"), a imutak mu bude zaplijenjen.
Kada se vratio, i dalje nepoćudan triumvirima, istupa, doduše, zgodimice na sudu, ali je prisiljen povući se prvi put iz javnoga života, i to vrijeme iskorišćuje za književni rad. 51. – 50. pr. Kr. boravi kao prokonzul u Ciliciji. Iza povratka, u borbi između Cezara i Pompeja (49. – 48. pr. Kr.), poslije dužega oklijevanja pristaje uz Pompeja. Pobjednik Cezar oprašta mu to, pa se Ciceron tada opet povlači u privatni život i daje se po drugi put na življi književni rad. U tom radu traži utjehe i obiteljskim neprilikama. 46. pr. Kr. nakon tridesetgodišnjega braka s Terencijom, koja mu je rodila kćer Tuliju i sina Marka, dolazi do rastave, a 45. pr. Kr. umire mu kći Tulija. I od druge žene Publilije rastavio se već za godinu dana.
Kad je 15. ožujka 44. pr. Kr. ubijen Cezar, odlučnim nastupom protiv Marka Antonija, koji se, nastavljajući politiku Cezarovu, želi nametnuti Rimu za samovladara, postaje Ciceron vođa senata, koji je bio za republiku, a u opoziciji protiv Antonija. Ovaj, sam preslab protiv senata, sklapa 16. studenog 43. pr. Kr. s Oktavijanom i Lepidom tzv. drugi triumvirat (triumviri za uređenje države).
Prvo im je djelo proskripcije političkih protivnika. Među proskribiranima je i Ciceron, kojemu već 7. prosinca 43. pr. Kr. dadoše odsjeći glavu i desnu ruku, koje su donesene u Rim i izložene na govornici, gdje je on držao prije kratkoga vremena (44. – 43. pr. Kr.) vatrene govore protiv Antonija. I sin mu i brat Kvint postaju žrtve proskripcija. Ciceronova smrt znači politički pad rimske republike (res publica). Vojnički se ona još drži na istoku do bitke kod Filipa (42. pr. Kr.), a iza bitke kod Akcija (31.) dolazi konačno cijela država pod vlast jednoga, Oktavijana, i postaje carstvo (imperium).

## Književni rad
Na književnom području Ciceron razvija mnogostran rad. Osim sudbenih govora, govorenih na sudu (genus iudiciale), i političkih, govorenih na privatnim i službenim političkim sastancima (genus deliberativum), piše on spise iz teorije o govorništvu (retorski spisi) i proširuje u Rimu grčku filozofiju (filozofski spisi). Od njega je sačuvana i velika zbirka listova (epistolae) iz dopisivanja s rođacima, prijateljima i znancima. Pokušavao je graditi stihove, a zna se, da je bilo njegovih spisa i iz područja povijesti i zemljopisa.

### Govori
Ciceronovi govori čine glavni dio njegova književnoga rada. Sačuvano ih je 58. Neki su okrnjeni, od nekih imamo samo odlomke, a izgubilo ih se 48. Već za njegova života izdavane su pojedine skupine govora, a prvo je skupne izdanje poslije Ciceronove smrti izdao njegov najprije rob, pa kasnije (od 54. ili 53.) slobodnjak i prijatelj Marko Tulije Tiron, osnivač stenografije (notae Tironianae).

#### 86. – 62. pr. Kr.
Ciceronovo govorničko djelovanje počinje oko 86. pr. Kr., ali je prvi sačuvani govor Pro P. Quindio iz 81. pr. Kr., kojim u privatnoj građanskoj parnici (causa privata) brani na sudu Publija Kvinkcija. Kriminalna je parnica, u kojoj Ciceron brani odličnim govorom Pro Sexto Roscio Amerino (80. pr. Kr.) klijenta Seksta Roscija iz Amerije od optužbe, da je ubio oca, ne bi li se tobože domogao njegova imutka. Parnica je imala donekle i političku pozadinu, jer je jedan od tužitelja bio Hrizogon, ljubimac tada svemoćnoga diktatora Sule (umro 78. pr. Kr.).
70. pr. Kr. piše sedam govora protiv Gaja Vera (In C. Verrem), zastupajući kao tužitelj Sicilijance. Govorio je samo dva, jer je Ver već na prvoj parnici uvidio nemogućnost obrane i pošao u progonstvo. Govori su vrelo prvoga reda za proučavanje rimskoga prava i starina. Manje su važni govori toga vremena Pro M. Tuilio, Pro M. Fonteio, Pro A. Caecina i Pro Q. Roscio comoedo.
Prvi je politički (državni) Ciceronov govor De imperio Crt. Pompei sive pro lege Manilia, koji je govorio kao pretor (66-) u zakonodavnoj skupštini (comitia). Pučki tribun Gaj Manilije stavlja prijedlog da se. vrhovno zapovjedništvo (imperium) u ratu protiv pontskoga kralja Mitridata povjeri Gneju Pompeju, a Ciceron podupire taj prijedlog. Govor dotjeranošću oblika označuje vrhunac Ciceronove umjetnosti.
U godinu 64. pr. Kr. pada izgubljeni govor Ciceronov In toga candida, što ga je držao kao "kandidat" za konzulsku čast protiv svojih protukandidata. Kandidati su naime u godini svoga natjecanja bili kao obični građani u građanskoj bijeloj togi (in toga candida), dok su senatori redovno nosili togu s crvenim širokim rubom (purpura cum lato clavo).
Najpoznatija su četiri govora protiv Katiline, In Catilinam orationes (8. XI., 9. XI. 3. XII. i 5. XII. 63.), u kojima je Ciceron napao kao konzul Katilinu, kada se on spremao da nasiljem ugrabi konzulsku vlast. Ističu se osobitom živošću i svježinom, a naročito prvi.
Iste godine u studenom govorom Pro L. Murena brani izabranoga konzula Lucija Murenu od optužbe, da je izabran s pomoću podmićivanja (ambitus). G. 62. govorom Pro Archia poeta brani pjesnika Arhiju, koji je bio optužen, da je protuzakonito prisvojio građansko pravo. Velik je dio toga govora zanosno veličanje pjesništva. Tome vremenu pripadaju još govori Ovationes agrariae (pet govora, a sačuvana tri), Pro A. Cluentio Habito, Pro C. Rabirio perduellionis reo, Pro P. Cornelio Sulla i Pro L. Flacco.

#### 57. – 45. pr. Kr.
Kada se vratio iz progonstva, govorom De domo sua ad pontifices (3. studenog 57. pr. Kr.) pred zborom svećenika dokazuje, da Klodije nije imao pravo dati posvetiti bogovima mjesto, gdje je bila Ciceronova kuća, koju je Klodije dao porušiti. Jezik je govora biran i otmjen, prilagođen zboru slušalaca, obrazovanih svećenika.
52. pr. Kr. brani govorom Pro Milone Tita Anija Milona, koji se s grupom svojih naoružanih ljudi sukobio s isto takvom grupom Publija Klodija Pulhera. U tom je sukobu Klodije ubijen. Milon, osuđen radi ubojstva, polazi u progonstvo. Govor, koji je kasnije prerađen, smatra se tehnički najboljim govorom Ciceronovim.
U vrijeme od Ciceronova povratka iz progonstva do odlaska u Ciliciju (57. – 52. pr. Kr.) padaju još ovi govori: Oratio, cum senatui gratias egit; Oratio, cum populo gratias egit; De haruspicum responso; Pro P. Sestio; In Vatinium testem interrogatio; Pro M. Caelio; De provinciis consularibus; Pro Cornelio Balbo; In Pisonem; Pro Ln. Plancio; Pro M. Aemilio Scauro i Pro C. Rabirio Postumo.
Za Cezarove samovlade ograničena je sloboda govora uopće, pa i Ciceronovo govorničko djelovanje. U to doba govori on pred Cezarom govore Pro M. Marcello (46. pr. Kr.), Pro Q. Ligario (46. pr. Kr.) i Pro rege Deiotaro (45. pr. Kr.). I ova su tri govora i sadržajem i tehnički i jezično dotjerana tako, da su mogla jednako podnijeti Cezarovu stručnu kritiku kao što i zadovoljiti njegov fini ukus.

#### Filipski govori
Poslije Cezarove smrti (15. ožujka 44. pr. Kr.) stavlja se Ciceron na čelo republikanskoj senatskoj stranci i govori 14 tzv. filipskih govora, Orationes philippicae in Antonium habitae (od 1. studenog 44. do 21. travnja 43. pr. Kr.). Govori su upereni protiv uzurpatorskih težnja Antonijevih, a odlikuju se živošću i neposrednošću poput govora, što ih je nekoć govorio Demosten protiv makedonskoga kralja Filipa II., osvajača Grčke i grobara grčke slobode. Sličnost prilika, u kojima su govori izrečeni, bila je povodom, da su i ovi Ciceronovi govori nazvani "filipskima". Njima se iza duge neodlučnosti i kolebanja Ciceron konačno uzdigao do odlučnoga branitelja slobode bez obzira na opasnost smrti, koju su mu oni donijeli.
Govori su vrhunac Ciceronove govorničke umjetnosti uopće i njegove moralne veličine. "Želim samo ovo dvoje: da umirući ostavim rimski narod slobodan, a od ovoga - mislim - besmrtni bogovi ne mogu dati ništa veće; drugo, da svakome bude onako, kako si je stekao zasluga za državu" (In Ant. II, 119). "Stvar je došla do vrhunca; o slobodi se odlučuje. Treba ili da pobijedite, građani, što ćete zaista i postići i zbog svoje ljubavi i uz toliku slogu, ili ma što drugo radije, nego da robujete. Drugi narodi mogu podnositi ropstvo, a rimskom je narodu prirođena sloboda"  (In Ant. VI,  19).
Ovakvim govorničkim djelovanjem Ciceron se uzdigao do najvećega rimskoga govornika, ako i ne dostiže oblikom jednostavnoga, a sadržajem velikoga Demostena. Ciceron veću pažnju skreće obliku, a tu se bujnim stilom približava više azijskom baroku, koji manje odgovara našem ukusu. Čini to naročito u govorima, gdje blistavim riječima treba djelovati na priprosta slušaoca. Obraća li se obrazovanim slušateljima, jednostavniji je u izražavanju, a veću pažnju posvećuje sadržaju. U tim se govorima približava našem ukusu, pa u njima osjećamo veličinu Cicerona kao govornika.

### Retorski spisi
Poznavanje govorničke vještine (retorike) smatralo se u Rimu za sastavni dio općenite naobrazbe, zato u Ciceronovo doba nema obrazovanoga čovjeka, pogotovu, koji javno djeluje, da ne bi bio u nju dobro upućen. Pa i Ciceron, iza velikih uspjeha na području praktičkoga govorništva, prisiljen politikom triumvira povući se u privatan život, daje neka sintetička djela iz svoje struke, iz teorije govorništva. Tu daje najbolje, nesamo što je sam napisao, nego što je uopće najbolje napisano u rimskoj književnosti, uspješno se natječući s grčkim uzorima.
U zrelim godinama (55. pr. Kr.) daje u spisu De oratore u tri knjige najbolji rimski priručnik iz retorike i najbolje djelo rimske prozne književnosti. U obliku dijaloga poput Aristotelova u prvoj se knjizi dolazi do zaključka, da dobar govornik osim stručne spreme iz retorike mora posjedovati i općenitu obrazovanost, koja traži svakako poznavanje povijesti, prava i književnosti, iz filozofije poznavanje bar etike, a u ostala će se područja ljudskoga znanja govornik uputiti kod stručnjaka, kad ustreba. U drugoj i trećoj knjizi obrađuje se pet dijelova retorike: 
- pronalaženje grade (inventio),
- raspored i dioba (collocatio, dispositio),
- jezična obradba (elocutio),
- pamćenje (memoria),
- vladanje za vrijeme govora i izgovora (habitus, pronuntiatio).

44. pr. Kr. nastaje spis Brutus de claris oratoribus, u kojem opet u izmišljenom dijalogu iznosi povijest rimskoga govorništva od početka do Cicerona tako, da se vidi, kako u postupnom razvitku Ciceron čini vrhunac svega, što je dalo rimsko govorništvo. U prosuđivanju i ocjeni vode Cicerona uz povijesne čista estetska načela.
Spis Orator (46. pr. Kr.) prikazuje savršenoga govornika, koji se po Ciceronovu shvaćanju znade poslužiti svim vrstama govorništva (genus dicendi) u svakoj prilici. Uz ova tri glavna Ciceronova retorska spisa manje su važni: prvenac Libri rhetorici u 2 knj., koji obrađuje dio retorike o pronalaženju građe, zatim Partitiones oratoriae, De optimo genere oratorum i Ad C. Trebatium Topica.
Prošla su po Ciceronovu shvaćanju vremena, kada se dobrim govornikom smatrao onaj, koji je od prirode bio govornički obdaren i koji je uz pomoć samo toga prirođenoga dara, ako je proučio stvar, o kojoj će govoriti (rem tene, verba sequentur), mogao izreći savršen govor. Zahtjevima, koje je Ciceron postavio na savršenoga govornika, ni najnovija nauka o govorništvu nema dodati gotovo ništa.

### Filozofski spisi
Dugo su se Rimljani opirali prodiranju helenizma, koji su smatrali neprijateljem svoje narodne osebujnosti. Ali je kulturno jača Grčka tu morala pobijediti. Tako praktični Rimljanin, manje sklon spekulativnom umovanju, postepeno ipak prima grčke filozofe i upućuje se u grčke mudroslovne sustave. U Ciceronovo doba nema obrazovana Rimljanina, koji ne bi znao i grčki i koji ne bi i na izvoru, u samoj Grčkoj, upoznao grčki život.
Uza sve to, na području filozofije, bilo je do Cicerona učinjeno malo. Ciceron odlučuje popuniti tu prazninu; pritom stvara i latinsku filozofsku prozu. Taj njegov posao pada uglavnom u doba Cezarove diktature: njegov naime spis De legibus u 3 knj., pisan 55. pr. Kr., više je političko nego filozofsko djelo. De finibus bonorum et malorum u 5 knj. najznatniji je Ciceronov spis, napisan 45. pr. Kr., a posvećen Marku Brutu. U njem se raspravlja o najvećem dobru i zlu u obliku Aristotelova razgovora. Važnost mu je više u poređenju različitih sustava nego u logičkom izvođenju ćudorednih načela iz tih mudroslovnih sustava.
Poznatiji je, makar manje vrijednosti, spis Tusculanae disputationes (45. pr. Kr.), u 5 knj., od kojih se u svakoj raspravlja po jedna tema ćudorednoga sadržaja. Spisu, posvećenom također Marku Brutu, ime je po jednom od više Ciceronovih imanja, Tuskulanu, a po tom spisu i Janko Jurković naziva svoje humoristično djelce Tuskulanijadama. Ciceronovu sinu Marku, koji je tada (44. pr. Kr.) bio na naukama u Ateni, upravljen je spis De officiis u 3 knj., a radi o dužnostima. Budući da sve ljudske dužnosti izviru ili iz onoga, što je korisno (utile), ili iz onoga, što je ćudoredno dobro (honestum), raspravlja se o različnim odnosima između korisnoga i dobroga i o dužnostima, koje izviru iz toga.
U lijepo pisanu djelcu, upravljenu na prijatelja Atika, Cato maior de senectute (44. pr. Kr.), raspravlja se o četiri prigovora starosti: da sprečava čovjeka u radu, da oslabljuje tijelo, da lišava strasti i da je blizu smrti. Vanjski je oblik dijalog.
Ovomu je djelu jednaka gradnjom i zanimljivošću rasprava posvećena Atiku, "0 prijateljstvu", Laelius de amicitia (44. pr. Kr.). Raspravlja se: što je prijateljstvo, što mu je izvor, zašto se sklapa, tko može biti komu prijatelj. Pisano je s takvom moći neposrednoga djelovanja na čitatelja,  kojoj se nije moguće oteti: prijateljstvo je sklad svega, što je Božje i ljudsko, a prožeto ljubavlju i dobrom voljom; sunce bi s neba skinuo, tko bi učinio, da ga ne bude među ljudima; ono   može postojati samo medu dobrima; osniva se na kreposti, a nipošto ne može imati izvor u koristoljublju, zato prijatelj ne će od prijatelja tražiti nikada ništa zlo.
Druga su Ciceronova filozofska djela: Paradoxa Stoicorum, De natura deorum (3 knjige), De divinatione (2 knj.), De fato, a neka poznajemo samo po imenu ili po odlomcima (npr. Hortensius, 45., koji nazivaju "krunom Ciceronovih dijaloga" i koji je djelovao na sv. Augustina tako, da je iza čitanja toga dijaloga u njegovu životu nastao potpun duševni preokret).
Ciceron nije izgradio svojega sustava. On, željan općega znanja, vidi, da znanja nema bez poznavanja filozofije, pa iz te težnje marljivo čita različite (eklektik) filozofske knjige, napose iz područja etike (npr. Panetija), i ono, što pročita, hoće da preda drugima, a to čini u savršeno dotjeranom latinskom jeziku. Kod toga je on posla u Rimljana, može se reći, prvi. On sam kaže: "Filozofija je spavala sve do ovoga doba i nije imala nijedne viđenije osobe u rimskoj književnosti" (Tusc. disp. I, 2, 5). U tom je važnost njegovih filozofskih djela, a ne u zalaženju u dubljine filozofskih pitanja.

### Ciceronovi listovi
Pod Ciceronovim imenom sačuvala su se 864 lista, što ih je pisao rođacima, prijateljima i znancima. Od toga su 774 Ciceronova, a 90 njih potječe od različitih osoba, koje su pisale Ciceronu. Računa se, da je to tek polovica od svib listova, što ih je on pisao. Po listovima uz druge vijesti moguće nam je upoznati Ciceronov i javni i privatni život tako, kako nijednoga čovjeka staroga vijeka. Jednako tako moguće je po njima upoznati se s tadašnjim načinom života uopće i s djelovanjem najistaknutijih osoba toga najzanimljivijega razdoblja u rimskoj povijesti.
Ti listovi obuhvaćaju, uz male prekide, vrijeme od 68. – 43. pr. Kr. Za javnost su izdani istom u Neronovo vrijeme, negdje oko 60. pos. Kr. - Svrstani su prema osobama, na koje su upravljeni, u četiri skupine. Prvu čine listovi, upravljeni različitim osobama, koju je Stephani u 16. st. nazvao Epistolae ad familiares, u 16 knj., a obuhvaćaju vrijeme od 62. – 43. pr. Kr. Sljedeće tri skupine sadržavaju posebno dopisivanje. Epistolae ad Q. fratrem u 3 knj. skupina je listova, što su pisani bratu Kvintu između 60. i 54. Zbirka Epistolae ad Atticum u 16 knj. sadržava dopisivanje s prijateljem Atikom između 68. i 44. pr. Kr. Epistolae ad M. Brutum u 2 knj. obuhvaćaju dopisivanje s Markom Brutom od travnja 43. pr. Kr. dalje.
Iz listova Ciceronovih, napose iz onih, koji su pisani Atiku, dobiva se o posljednjim godinama rimske republike tako jasna slika, kao ni o jednom razdoblju povijesti staroga vijeka. U njima se naime priopćivane činjenice iznose s punom otvorenošću i pouzdanjem, kako je to moguće samo među najiskrenijim prijateljima, koji jedan pred drugim ne moraju ništa prikrivati. Ako u ljudi i nema apsolutne objektivnosti, zanimljivo je upoznati i subjektivno njihovo prosuđivanje događaja, pogotovu onda, kad su i sami osobe, koje stvaraju povijest svojega vremena.
U drugim pismima ima više ili manje namještenosti i prilagođivanja adresatima, prema tome, u kakvim je Ciceron odnosima s njima. Ali ipak iz njih govori nešto, što je neposredno blizu samim događajima, nešto, što se gleda drugim očima nego iza desetak, dvadesetak, sto ili više godina. Ipak nije uzalud rekao Ciceronov suvremenik Kornelije Nepot, da bi jedva još što bilo, što bi čitatelj Ciceronovih listova poželio znati iz suvisle povijesti onih vremena.
S jednakom otvorenošću i iskrenošću iznose se i privatne prilike i neprilike, pa i slabosti, te su baš Ciceronovi listovi skrivili, da je o Ciceronu izrečeno tako mnogo nepovoljnih sudova i da mu se oduzima u povijesti onaj položaj, koji zaslužuje po svome djelovanju (Drumann, Mommsen). C. nije pomišljao na to, da će mu listovi biti kada objelodanjivani, zato u njima iznosi i sebe i druge onako, kako doista u času njihova pisanja nešto osjeća ili misli bilo o sebi, bilo o drugim ljudima, bilo o doživljajima i prilikama. Time se oni bitno razlikuju od Plinijevih listova, kod kojih je Plinije, jer su unaprijed bili određeni za objelodanjivanje, već kod pisanja imao pred očima ne samo adresate, na koje su upravljeni, nego i široko općinstvo. Oni su zbog toga književno dotjeraniji nego Ciceronovi, ah im je mnogo manja vrijednost kao povijesnim izvorima.

### Ostali Ciceronovi spisi
Ciceron je već u mladenačko doba kušao graditi stihove, ali se od toga, osim nekih naslova, nije sačuvalo ništa. Bio je vrlo ponosan i time, što je kao konzul (63. pr. Kr.) ugušio Katilininu urotu, pa je sam spjevao pjesmu u 3 knj. o svome konzulatu, De consulatu meo, kad to nije htio Arhija. Pjesma je dala povoda Ciceronovim protivnicima, da ga radi toga napadaju i da mu se rugaju. Sudeći po sačuvanim većim odlomcima i mi možemo žaliti Cicerona, što se je dao na taj posao.
Nisu nam se sačuvali ni neki njegovi spisi s područja povijesti, od kojih su neki bili pisani grčkim jezikom, kao ni s područja zemljopisa. Po vijestima, koje su o njima došle do nas, ne trebamo ni za njima mnogo žaliti, što se nisu sačuvali.

## Značajke
Rijetko su o kojem čovjeku, koji se istakao javnim djelovanjem, izrečena tako oprečna mišljenja kao
o Ciceronu. Već za njegova života jedni mu odobravaju, a drugi ga napadaju: nitko spram njega ne ostaje ravnodušan. I u novije su doba u prvom redu W. Drumann i Th. Mommsen oni, koji ga osuđuju.
"Njegova je vrijednost u stilistici, i on samo kao stilist pokazuje sigurnu samosvijest. Naprotiv, kao pisac stoji upravo tako nisko kao državnik", veli Mommsen. Odlučno se opire takvu mišljenju uz mnoge druge Fr. Aly, a u najnovije vrijeme i E. Ciacerri, koji veli za Cicerona: "...od njegova vremena do našega on je bio uvijek velik učitelj kulture svakoga naroda, koji je stekao zaslugu, da zauzme vidno mjesto u povijesti uljudbe."
Uz odlične sposobnosti i duha i srca odlikuje se Ciceron za ono vrijeme moralnom čistoćom, umjerenošću oez pohlepe, savjesnošću u vršenju dužnosti; vjeran je, ako i ne nježan muž, brižan otac, iskren prijatelj, dobar brat i blag gospodar (Tiron). Tim se lijepim značajkama donekle umanjuje neugodna činjenica, da je bio vrlo častohlepan, hvalisav, u odlučnim časovima neodlučan, a u nesreći malodušan.
Neumoran je u proširivanju svoga znanja. "Varon (najučeniji Rimljanin Ciceronova vremena) je čitao više, ali je Ciceron čitao bolje. Bio je najobrazovaniji duh Rima", veli, možda najbolji poznavalac Cicerona, L. Laurand. Ciceron je bio receptivan duh, koji je mnogo primao, nije bio stvaralac, koji bi načinio velika i izvrsna djela. Tako se može razumjeti njegovo često neodlučno držanje u javnom životu. Vođenje državnih posala nadilazi njegove sile, ali mu nitko ne može poreći domoljublja. U njega je volja najboljega građanina (voluntas optimi civis, Kvintilijan 12, 1, 6), čovjek je, koji ljubi domovinu (Plutarh, Cic. 49, 5), a od domovine nikomu ne smije biti ništa slađe (nec locus tibi ullus dulcior esse debet patria), veli sam (Ad fam. 4, 9, 3).
Ako on kao receptivan duh ne može biti jedan od najvećih pisaca svijeta, ipak je veliko ime stekao baš svojim spisima. A to, čime oni djeluju neodoljivo na čitatelja, nije snaga i punina njegovih misli, već začaranost forme, koja je tuđe misli stavila u usta tisuća (Bardt) Ne ćemo dakle tražiti kod njega veličinu u iznošenju njegovih izvornih misli, koliko u promicanju tuđih.
Nijedna ličnost rimske književnosti nema tolikih zasluga za širenje helenske kulture i civilizacije po onom dijelu goleme rimske države, na kojem se govorilo i čitalo latinski, koliko Ciceron. Pa ako se ima pred očima i to, da ta helenska, gotovo samonikla kultura, izuzevši neznatne pobude od Hetita i Feničana, preko kultura nilskog i mezopotamijskog nizozemlja, iza svoga proširenja preko rimskog imperija, postaje po kršćanstvu od helensko-rimske europska, a iza otkrića na početku novoga vijeka i svjetska, postaje C. u našim očima jedna od najistaknutijih ličnosti cijeloga svijeta za širenje te kulture.

## Citati
- Povijest je svjedok vremena, svjetlo istine, život pamćenja, učiteljica života, glasnica starine.[1]

## Vanjske poveznice
- Popis djela o Ciceronu, prevedenih i neprevedenih, u Nacionalnoj i sveučilišnoj knjižnici

Ovaj članak uključuje tekst iz Hrvatske enciklopedije, objavljivane od  1941. do 1945. godine, koja je javno dobro.